# Estación de Maienfeld
La estación de Maienfeld es la principal estación ferroviaria de la comuna suiza de Maienfeld, en el Cantón de los Grisones.

## Historia y ubicación
La estación de Maienfeld fue inaugurada en 1858 con la apertura del tramo Ziegelbrücke - Sargans de la línea férrea Ziegelbrücke - Coira por el Vereinigte Schweizerbahnen (VSB). La compañía pasaría a ser absorbida por los SBB-CFF-FFS.
La estación se halla al norte del núcleo urbano de Maienfeld. Cuenta con dos andenes laterales, a los que acceden dos vías pasantes.
En términos ferroviarios, la estación se sitúa en la línea Ziegelbrücke - Coira. Sus dependencias ferroviarias colaterales son la estación de Bad Ragaz hacia Ziegelbrücke y la estación de Landquart hacia Coira.

## Servicios ferroviarios
Los servicios ferroviarios de esta estación están prestados por los SBB-CFF-FFS:

### Regionales
- RE Rheintal Express San Galo - Rorschach - St. Margrethen - Buchs - Altstätten - Sargans - Bad Ragaz - Landquart - Coira.
- R Ziegelbrücke - Sargans - Bad Ragaz - Landquart - Coira.

## Otros proyectos
- Wikimedia Commons alberga una categoría multimedia sobre Estación de Maienfeld.

- Datos: Q801149
- Multimedia: Maienfeld railway station / Q801149